# Desa Slatri (administrativ by i Indonesien, lat -7,29, long 109,71)
Desa Slatri är en administrativ by i Indonesien.   Den ligger i provinsen Jawa Tengah, i den västra delen av landet, 300 km öster om huvudstaden Jakarta.